# Darwinia oxylepis
Darwinia oxylepis là một loài thực vật có hoa trong Họ Đào kim nương. Loài này được (Turcz.) N.G.Marchant & Keighery mô tả khoa học đầu tiên năm 1980.